# Werner Beyer
Werner Beyer (* 11. September 1920 in Schmölln; † 17. Februar 1997 in Dresden) war von 1952 bis 1985 Solobassposaunist der Sächsischen Staatskapelle Dresden.

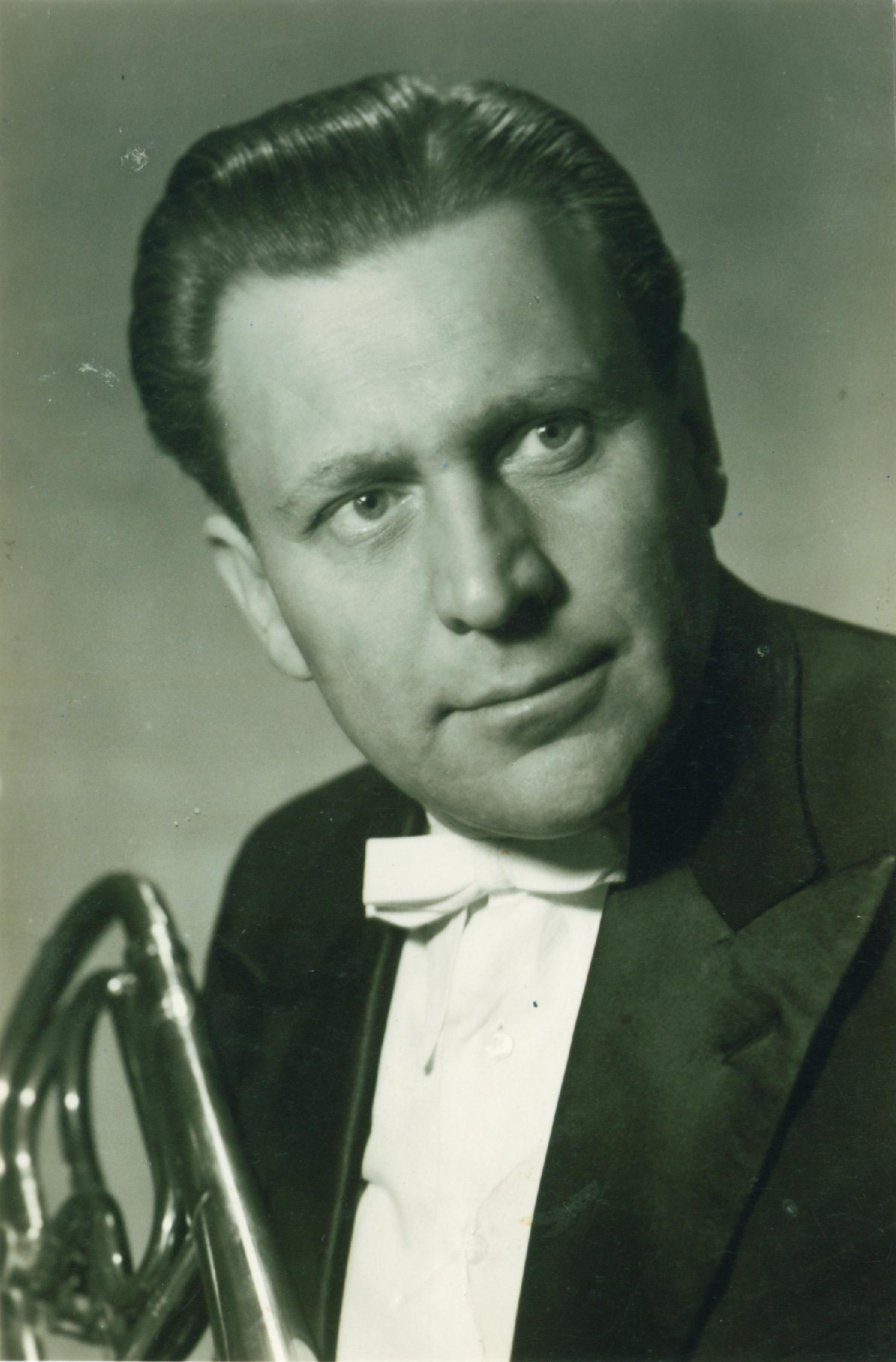
Werner Beyer als Mitglied der Staatskapelle Dresden

## Lebenslauf
Von 1935 bis 1939 besuchte Werner Beyer die Orchester- und Musikerfachschule, damals umgangssprachlich „Stadtpfeife“ genannt, in Radebeul bei Dresden. In den Jahren 1937 bis 1939 studierte er dort Posaune bei dem damaligen Soloposaunisten der Sächsischen Staatskapelle Dresden, Professor Alois Bambula. Werner Beyer wurde 1939 zum Militärdienst eingezogen und geriet 1945 in sowjetische Kriegsgefangenschaft, aus der er im Jahre 1949 nach Deutschland zurückkam. Nach nochmaligem einjährigen Studium bei Professor Bambula wurde er 1951 als Bassposaunist an das Sinfonieorchester Halle verpflichtet. Von Februar 1952 bis 1985 war Kammervirtuose Werner Beyer Solobassposaunist der Sächsischen Staatskapelle Dresden.
Gleichzeitig hatte er von 1952 bis 1985 einen Lehrauftrag für Posaune an der Hochschule für Musik „Carl Maria von Weber“ in Dresden inne. Ehemalige Schüler von Werner Beyer waren und sind Mitglieder in vielen deutschen Kulturorchestern, zum Beispiel im MDR-Sinfonieorchester,  in der Staatskapelle Berlin und in der Elbland Philharmonie Sachsen.